# Dolus-d’Oléron
Dolus-d’Oléron település Franciaországban, Charente-Maritime megyében. Lakosainak száma 3187 fő (2022. január 1.). Dolus-d’Oléron Le Château-d’Oléron, Saint-Pierre-d’Oléron és Le Grand-Village-Plage községekkel határos.

## Népesség
A település népességének változása:
| Lakosok száma | 1786 | 2145 | 2440 | 3145 | 3230 | 3264 | 3229 | 3144 | 3142 | 3187 |
|               | 1968 | 1982 | 1990 | 2006 | 2013 | 2015 | 2017 | 2019 | 2020 | 2022 |